# Hannoverscher Staatsrat 1865
Der Hannoversche Staatsrat im Jahr 1865, vor der Regierungsumbildung 1865/66.
- Präsident: Wilhelm von Borries, Staatsminister a. D.

## Ordentliche Mitglieder
- Gesamtminister und Kriegsminister Eberhard von Brandis, General der Infanterie
- Außenminister Adolf von Platen-Hallermund
- Minister des königlichen Hauses Carl Ernst von Malortie, Geheimer Rat, Oberhofmarschall und Kammerherr
- Innenminister Wilhelm von Hammerstein-Loxten
- Justizminister Ludwig Windthorst
- Kultusminister Carl Lichtenberg
- Finanzminister Carl Erxleben
- Oberappellationsgerichtspräsident Otto von Düring
- Bischof von Hildesheim Eduard Jakob Wedekin
- Konsistorialdirektor in Hannover Heinrich Bergmann
- Schatzkollegiumspräsident und Generalsteuerdirektor Victor von Alten
- Generalzolldirektor Karl Franz Georg Albrecht
- Vortragender Generaladjudant Wilhelm von Tschirschnitz, Generalleutnant
- Generaldirektor der Eisenbahnen und Telegraphen Friedrich Georg Hartmann
- Generalpostdirektor August von Brandis (Postdirektor)
- Generalpolizeidirektor Louis von Engelbrechten
- Landdrost von Bar, Geheimer Rat
- Obergerichtsdirektor in Hannover von August Carl Ernst Werlhof
- Oberjustizrat Adolph Leonhardt
- Oberjustizrat Francke
- Chef des Generalstabs Louis von Sichart, Generalleutnant

## Außerordentliche Mitglieder
- Herzog Prosper Ludwig von Arenberg
- Fürst Alexius zu Bentheim und Steinfurt
- Erbprinz Engelbert-August von Arenberg
- Erbprinz Ludwig zu Bentheim und Steinfurt
- General Bernhard zu Solms-Braunfels
- Graf zu Stolberg-Stolberg
- Erbmarschall Graf Georg Herbert zu Münster
- Generalerbpostmeister Graf von Platen-Hallermund, Geheimer Rat und Kammerherr a. D.
- Oberappellationsgerichtsvizepräsident August von Rössing, Staatsminister a. D.
- Graf von Kielmansegg, Geheimer Rat und Kammerherr
- Landdrost Georg Heinrich Bacmeister, Staatsminister a. D.
- Carl Jacobi, General a. D.
- Ferdinand Arnold von dem Busch, Geheimer Rat, Justizminister a. D.
- August Heinrich Rumann, Kammerdirektor a. D.
- Oberappellationsgerichtsvizepräsident Friedrich von Pape, Geheimer Rat
- Freiherr Hermann von Wangenheim, Klosterkammerdirektor a. D.
- Generalleutnant Müller
- Abt zu Loccum Konsistorialrat Friedrich Rupstein
- Graf zu Inn- und Knyphausen, Oberappellationsrat a. D.
- Oberappellationsgerichtsvizepräsident von Schlepegrell
- Landrat Graf von Bernstorff-Gartow
- Meyer, Oberjustizrat a. D.
- Geheimer Finanzdirektor von Bar
- von der Decken, Kammerrat a. D.
- Geheimer Oberregierungsrat Theodor von Stoltzenberg
- Landschaftsdirektor von dem Knesebeck
- Kronoberanwalt Harry Martin
- Obergerichtsdirektor Reinecke
- Oberappellationsrat Meyer
- Staatsrat Zimmermann
- Stadtdirektor Rasch
- Generalmajor Schomer
- Geheimer Kabinettsrat Carl Adolf von Lex
- Geheimer Finanzrat Lang
- Oberregierungsrat Wendt
- Geheimer Oberregierungsrat Küster
- Generalschuldirektor Heinrich Friedrich Theodor Kohlrausch
- Obergerichtsvizedirektor Friedrich Ernst Witte
- Forstdirektor Burckhardt
- Regierungsrat von Harling
- Regierungsrat von Borries
- Tiedemann, Hofrat a. D.
- Obergerichtsdirektor von Müller
- Geheimer Finanzrat Brüel
- Oberkonsistorialrat Werner
- Oberkonsistorialrat Brandis
- Abt zu Bursfelde Oberkonsistorialrat Professor Dr. Friedrich Ehrenfeuchter
- Friedrich Wilhelm August Zachariae, Oberamtmann a. D. († 3. November 1865)
- Baurat Ernst
- Geheimer Justizrat Herrmann
- Hofrat Johann Heinrich Thöl
- Land- und Schatzrat Alexander von Rössing
- Regierungsrat Schow
- Müller, Steuerdirektor a. D.
- Gymnasialdirektor Brandt
- Oberappellationsrat von der Wense
- Regierungsrat Theodor Witte
- Regierungsrat August Hoppenstedt
- Staatsrat Heinrich Albert Zachariä
- Kriegsrat Rudolf Bairactar Flügge[1]